# إيرينا أندرس
إيرينا أندرس (بالبولندية: Irena Renata Anders) هي مغنية وفنانة وممثلة بولندية وبريطانية، ولدت في 12 مايو 1920 في التشيك، وتوفيت في 29 نوفمبر 2010 بلندن في المملكة المتحدة بسبب نوبة قلبية.

## وصلات خارجية
- إيرينا أندرس على موقع IMDb (الإنجليزية)